# Stelle principali della costellazione di Pegaso
Segue un prospetto delle stelle principali della costellazione di Pegaso, elencate per magnitudine decrescente.